# Bandrahal, Siruguppa
Bandrahal là một làng thuộc tehsil Siruguppa, huyện Bellary, bang Karnataka, Ấn Độ.